# Poteau (Oklahoma)
Poteau es una ciudad ubicada en el condado de Le Flore en el estado estadounidense de Oklahoma. En el año 2010 tenía una población de 	8520 habitantes y una densidad poblacional de 	103,9  personas por km².

## Geografía
Poteau se encuentra ubicada en las coordenadas 35°3′31″N 94°37′48″O / 35.05861, -94.63000 (35.058611, -94.63).

## Demografía
Según la Oficina del Censo en 2000 los ingresos medios por hogar en la localidad eran de $26,178 y los ingresos medios por familia eran $31,226. Los hombres tenían unos ingresos medios de $24,595 frente a los $20,625 para las mujeres. La renta per cápita para la localidad era de $15,175. Alrededor del 22.1% de la población estaban por debajo del umbral de pobreza.